# Alessandria Unione Sportiva 1922-1923
Questa pagina raccoglie le informazioni riguardanti l'Alessandria Unione Sportiva nelle competizioni ufficiali della stagione 1922-1923.

## Divise
| 1ª divisa |

## Organigramma societario
Area direttiva
- Presidente: Luciano Oliva
- Vicepresidenti: Pietro Poggio, Augusto Rangone e Giovanni Ronza
- Consiglieri: Lorenzo Ballestrero, Bobbio, F. Boffi, Enrico Doglioli, Pietro Guerci e S. Pedemonte

Area tecnica
- Responsabile: Amilcare Savojardo
- Allenatore: Carlo Carcano

Area sanitaria
- Massaggiatore: Domenico Assandro

## Rosa
| N. |                   | Ruolo | Calciatore        |
| -- | ----------------- | ----- | ----------------- |
|    | Italia (bandiera) | P     | Giuseppe Cagnina  |
|    | Italia (bandiera) | P     | Giovanni Caviglia |
|    | Italia (bandiera) | D     | Felice Costa      |
|    | Italia (bandiera) | D     | Mario Freddi      |
|    | Italia (bandiera) | D     | Armando Lauro     |
|    | Italia (bandiera) | D     | Luigi Lupo        |
|    | Italia (bandiera) | D     | Andrea Viviano    |
|    | Italia (bandiera) | C     | Primo Bay (I)     |
|    | Italia (bandiera) | C     | Guglielmo Brezzi  |

| N. |                   | Ruolo | Calciatore         |
| -- | ----------------- | ----- | ------------------ |
|    | Italia (bandiera) | C     | Carlo Carcano      |
|    | Italia (bandiera) | C     | Giuseppe Gandini   |
|    | Italia (bandiera) | C     | Nicola Papa (II)   |
|    | Italia (bandiera) | A     | Adolfo Baloncieri  |
|    | Italia (bandiera) | A     | Elvio Banchero (I) |
|    | Italia (bandiera) | A     | Renato Cattaneo    |
|    | Italia (bandiera) | A     | Carlo Moretti      |
|    | Italia (bandiera) | A     | Mario Piccina      |
|    | Italia (bandiera) | A     | Oreste Tosini      |

## Risultati

### Prima Divisione

#### Girone C

##### Girone di andata
| Arbitro: | Livraghi (Milano) |

|  |           |                               |
|  | Marcatori | 63’ Banchero I 83’ Baloncieri |

| Arbitro: | Terzolo (Genova) |

|               |           |                 |
| Baloncieri 5’ | Marcatori | 43’ Pasqualetto |

| Arbitro: | Dani (Genova) |

|                                     |           |                                        |
| Mattuteia 28’ Meneghetti 57’ (rig.) | Marcatori | 40’ Baloncieri 63’ Carcano 83’ Bay (I) |

| Arbitro: | Varetto (Torino) |

|  |           |                |
|  | Marcatori | 35’ Banchero I |

| Arbitro: | Panzeri (Milano) |

|                                     |           |  |
| Bay I 35’ Baloncieri 65’ Brezzi 77’ | Marcatori |  |

| Arbitro: | A.Gama (Milano) |

|              |           |  |
| Preti II 71’ | Marcatori |  |

| Arbitro: | Venegoni (Legnano) |

|                               |           |  |
| Bay I 55’ Baloncieri 75’, 76’ | Marcatori |  |

| Arbitro: | Guiot (Milano) |

|              |           |            |
| Vergnano 72’ | Marcatori | 83’ Brezzi |

| Arbitro: | A.Gama (Milano) |

|                               |           |  |
| Cattaneo 51’, 83’ Gandini 81’ | Marcatori |  |

| Arbitro: | Pinasco (Sestri Levante) |

|                    |           |  |
| Carcano 84’ (rig.) | Marcatori |  |

| Arbitro: | Galletti (Genova) |

|  |           |              |
|  | Marcatori | 90’ Monti II |

##### Girone di ritorno
| Arbitro: | Gera (Torino) |

|                               |           |  |
| Banchero I 51’ Baloncieri 57’ | Marcatori |  |

| Arbitro: | Panzeri (Milano) |

|           |           |                                    |
| Pizzi 87’ | Marcatori | 27’, 84’ Tosini 50’ (rig.) Carcano |

| Arbitro: | Majani (Torino) |

|                      |           |              |
| Tosini 17’ Bay I 66’ | Marcatori | 83’ Munerati |

| Arbitro: | Rangone (Alessandria) |

|                     |           |  |
| Banchero I 28’, 76’ | Marcatori |  |

| Arbitro: | Alfieri (Bologna) |

|  |           |                           |
|  | Marcatori | 35’ Brezzi 80’ Baloncieri |

| Arbitro: | Rosso (Torino) |

|                           |           |             |
| Baloncieri 21’ Tosini 60’ | Marcatori | 75’ Dabbene |

| Arbitro: | Venegoni (Legnano) |

|                              |           |  |
| Jacoponi II 28’ Scazzola 71’ | Marcatori |  |

| Arbitro: | Barnabò (Milano) |

|              |           |            |
| Bagnasco 10’ | Marcatori | 75’ Brezzi |

| Arbitro: | Venegoni (Legnano) |

|             |           |                    |
| Ratti I 46’ | Marcatori | 65’ (aut.) Bersani |

| Arbitro: | Bistoletti (Milano) |

|             |           |  |
| Busini I 7’ | Marcatori |  |

| Arbitro: | Guiot (Milano) |

|            |           |  |
| Tosini 24’ | Marcatori |  |

##### Spareggio
| Arbitro: | A.Gama (Milano) |

|                    |           |                |
| Monti II 53’, 103’ | Marcatori | 24’ Banchero I |

## Statistiche

### Statistiche di squadra
| Competizione    | Punti | In casa | In casa | In casa | In casa | In casa | In casa | In trasferta | In trasferta | In trasferta | In trasferta | In trasferta | In trasferta | Totale | Totale | Totale | Totale | Totale | Totale | DR  |
| Competizione    | Punti | G       | V       | N       | P       | Gf      | Gs      | G            | V            | N            | P            | Gf           | Gs           | G      | V      | N      | P      | Gf     | Gs     | DR  |
| --------------- | ----- | ------- | ------- | ------- | ------- | ------- | ------- | ------------ | ------------ | ------------ | ------------ | ------------ | ------------ | ------ | ------ | ------ | ------ | ------ | ------ | --- |
| Prima Divisione | 32    | 11      | 9       | 1       | 1       | 20      | 4       | 11           | 5            | 3            | 3            | 14           | 10           | 22     | 14     | 4      | 4      | 34     | 14     | +20 |
| Spareggio       |       | -       | -       | -       | -       | -       | -       | -            | -            | -            | -            | -            | -            | 1      | 0      | 0      | 1      | 1      | 2      | -1  |
| Totale          |       | 11      | 9       | 1       | 1       | 20      | 4       | 11           | 5            | 3            | 3            | 14           | 10           | 23     | 14     | 4      | 5      | 35     | 16     | +19 |

### Statistiche dei giocatori
| Giocatore       | Prima Divisione | Prima Divisione | Spareggio | Spareggio | Totale   | Totale |
| Giocatore       | Presenze        | Reti            | Presenze  | Reti      | Presenze | Reti   |
| --------------- | --------------- | --------------- | --------- | --------- | -------- | ------ |
| A. Baloncieri   | 21              | 9               | 1         | 0         | 22       | 9      |
| E. Banchero (I) | 19              | 5               | 1         | 1         | 20       | 6      |
| P. Bay (I)      | 22              | 4               | 1         | 0         | 23       | 4      |
| G. Brezzi       | 21              | 4               | 1         | 0         | 22       | 4      |
| G. Cagnina      | 20              | -13             | 1         | -2        | 21       | -15    |
| C. Carcano      | 22              | 3               | 1         | 0         | 23       | 3      |
| R. Cattaneo     | 3               | 2               | -         | -         | 3        | 2      |
| G. Caviglia     | 2               | -1              | -         | -         | 2        | -1     |
| F. Costa        | 22              | 0               | 1         | 0         | 23       | 0      |
| M. Freddi       | 14              | 0               | -         | -         | 14       | 0      |
| G. Gandini      | 22              | 1               | 1         | 0         | 23       | 1      |
| A. Lauro        | 3               | 0               | -         | -         | 3        | 0      |
| L. Lupo         | 7               | 0               | -         | -         | 7        | 0      |
| C. Moretti      | 9               | 0               | -         | -         | 9        | 0      |
| N. Papa (II)    | 12              | 0               | 1         | 0         | 13       | 0      |
| M. Piccina      | 1               | 0               | -         | -         | 1        | 0      |
| O. Tosini       | 22              | 5               | 1         | 0         | 23       | 5      |
| A. Viviano      | -               | -               | 1         | 0         | 1        | 0      |